# محمد بوزوبع (مطرب)
محمد بوزوبع (1940-23 يناير 2015) هو مطرب مغربي راحل يعتبر من رواد فن الملحون المغربي.

## نبذة عن رائد الملحون محمد بوزوبع
الفنان محمد بوزوبع بن امحمد بن علال بن عبد العزيز بوزوبع، من مواليد سنة 1940 ابن حي الكزيرة بالرصيف بالمدينة العتيقة لفاس، نشأ في أسرة تنتمي إلى الطائفة العيساوية، كان والده رئيسها وكانت الزاوية الطائفة تشغل جانبا من منزل جده. كما كان والده أحد أهرام فن الملحون. تلقى من والده الأمداح العيساوية. كما كان يحفظ الغناء ويجيد استخدام آلات الوزن الضابطة للإيقاع ك«البندير» و«الطبلة» و«التعريجة» و«الطبل» و«بوجناجل» وهو بندير كبير الحجم له في حواشيه صفائح نحاسية. 
محمد بوزوبع منذ صغره كان مهتما بالرياضة وكرة القدم وسبق له أن لعب في صفوف الفتح الفاسي بحي مصمودة ثم بفريق حي العدوة، انتقل إلى فريق الاتحاد الفاسي، ومنه انتخب في الفريق الوطني للشبان سنة 1957، إلى جانب عبد الحق بنشقرون وحميد لحبابي اللاعبين الدوليين سابقا.
كان المطرب بوزوبع يزاول التجارة إلى جانب والده. ولما كبر أخذ يرتاد مجالس الفنانين الذين يمارسون مختلف فنون الموسيقى المغربية، فاستفاد من محفوظاتهم واكتسب القدرة على أداء الأغنية العصرية والموشحات الشرقية والموسيقى الأندلسية، والمقطوعة الدزيرية (الجزائرية)، واستطاع أن يحفظ الملحون بكثرة. وأصبح من أبرز أصوات طرب الملحون.
بعد وفاة والده التجأ بوزوبع إلى ممارسة الفن الموسيقي فانتظم في مجموعة فنية كانت تضم شيوخ أمثال البقالي، والزكيري، ومحمد ابن جلون، ومحمد بنغانم، ومحمد بن الحبيب، وإدريس العلمي، ومحمد عمور، والتهامي الهروشي، والغالي الدمناتي، والعيساوي الفلوسي... واستفاد من الرواد الأولين وتأثر بطريقة العيساوي الفلوسي في الإنشاد، كما تأثر بمحمد عمور في أسلوب عزفه، وكانت بداية ظهوره على شاشة التلفزة المغربية مع الموسيقار أحمد الشجعي صحبة الجوق العصري للإذاعة الجهوية لفاس.
الفنان بوزوبع له مسار فني زاخر متميز، ويعتبر أحد دعائم فن الملحون المغربي، هذا الفن الذي نشأ في المغرب في عهد الدولة الموحدية حوالي القرن 12 الميلادي، وكان أول ظهور له بمنطقة تافيلالت جنوب المغرب لينتقل إلى مختلف المدن المغر بية مثل فاس، مكناس، سلا، مراكش، الصويرة، ومدن أخرى، في هذا الصدد يقول محمد بوزوبع: «...الملحون ازداد بتافيلالت وتربى في مراكش وترعرع بفاس...».
في سنة 1952 عين المبدع محمد بوزوبع على رأس جوق الإذاعة الجهوية لطرب الملحون بفاس، الذي كان من أعضائه نخبة من الشيوخ فيهم من الحفاظ عبد الكريم كنون، وعبد المالك اليوبي، ومن العازفين على الكمان ادريس بن جلون، وعلى العود العابد زويتن، وعبد اللطيف عمور، وعلى الكنبري، ومحمد الغياتي، ومحمد بن العربي، وحميد الغزاوي... وفي سنة 1956 تأسس جوق الملحون بإذاعة فاس الجهوية، وكان يرأسه آنذاك والده، وكان يضم نخبة كبيرة من النجوم. اشتغل الحاج محمد بوزوبع أستاذا للموسيقى بالمعهد العالي للموسيقى دار آعديل بفاس منذ سنة 1961 إلى أن أحيل على المعاش. وفي سنة 1966 سيترأس هذا المعهد إلى غاية سنة 1997، وسيسلم رئاسته إلى الفنان محمد العلمي. 
شيخ طرب الملحون محمد بوزوبع، له أكثر من 170 أغنية وقصيدة للملحون، نذكر منها: «دار الضمانة»، «صلى الله عليك أزين العمامة»، «الزاوية ما أنا ساخي بك»، «الله يامولانا»، «مدد يارسول الله»، «الحرم يارسول الله»، «محمد صاحب الشفاعة»، ثم قصيدة «المالحة»، «الزميتة»، «التواتية»، «الغزالة فاطمة»«الالة منبرا منبرا»...

## الوفاة
توفي الحاج محمد بوزوبع يوم 23 يناير 2015 عن سن 75 سنة بعد معاناة طويلة مع المرض بدأت من إصابته بجلطة دماغية سنة 2013